# Barbro Sandberg
Barbro Charlotta Sandberg (fram till 1957 Stålving), född Svensson 8 september 1935 i Solna, är en svensk lärare och politiker (folkpartist).
Barbro Sandberg, som var dotter till en lokförare och en barnsköterska, arbetade i ungdomen som kontorist och var senare handelslärare i Solna stad 1963–1969 och i Enköping från 1969. Hon var ordförande i folkpartiets länsförbund i Uppsala län 1986–1991.
Hon var ersättare i riksdagen för Uppsala läns valkrets en kortare period 1982, därefter riksdagsledamot för samma valkrets 1985–1991 och slutligen ersättare fram till 1992. I riksdagen var hon bland annat ledamot i socialförsäkringsutskottet. Hon engagerade sig främst i utbildningsfrågor och socialpolitik.